# Thalictrum clavatum
Thalictrum clavatum är en ranunkelväxtart som beskrevs av Dc.. Thalictrum clavatum ingår i släktet rutor, och familjen ranunkelväxter. Inga underarter finns listade i Catalogue of Life.